# Ark Invest
ARK Investment Management LLC es una empresa estadounidense de gestión de activos. Fue fundada por Cathie Wood en 2014. Sus activos bajo gestión ascendían a 50.000 millones de dólares estadounidenses en febrero de 2021.

## Historia
ARK Invest fue fundada en 2014 por la economista y analista financiera Cathie Wood. Wood ha trabajado para Capital Group, Jennison Associates y, más recientemente, como directora de inversiones de estrategias temáticas globales en AllianceBernstein . El nombre "ARK" es un acrónimo de Active Research Knowledge. También es una referencia al Arca de la Alianza, ya que Wood es una cristiana devota. En 2014, ARK lanzó su primer fondo gestionado activamente en formato ETF.
En noviembre de 2020, Resolute Investment Managers anunció que adquiriría una participación mayoritaria en ARK Invest, según un acuerdo de 2016. En diciembre de 2020, este anuncio se revirtió, ya que Cathie Wood recompró una opción para recuperar el control de los principales accionistas de ARK Investment y llegó a un acuerdo con Resolute Investment, mientras continuaba el uso de los servicios de distribución de Resolute, a través de una "línea de financiación de préstamos a plazo de varios tramos proporcionado por Eldridge Corporate Funding LLC ". Resolute Investment sigue siendo un accionista minoritario.
En diciembre de 2020, ARK Innovation se convirtió en el ETF administrado activamente más grande, con $ 17 mil millones en activos bajo administración y un rendimiento del 170 por ciento en 2020. El 11 de enero de 2021, Bloomberg informó que ARK Investment Management se convirtió en uno de "los 10 principales emisores en la industria de fondos cotizados en bolsa de $ 5,5 billones", debido a la demanda de empresas en su fondo, incluida Tesla Inc.
El 13 de enero de 2021, Bloomberg informó que Wood's ARK Investment Management presentó los planes para ARK Space Exploration ETF (ticker ARKX) ante la Comisión de Bolsa y Valores para "rastrear principalmente empresas estadounidenses y globales dedicadas a la exploración e innovación espacial". Después de este anuncio, la inversión de Richard Branson en Virgin Galactic Holdings Inc. creció alrededor de $ 300 millones.

## Estrategia de inversión
En su estrategia de inversión, ARK Invest se centra en tecnologías disruptivas e invierte específicamente en empresas innovadoras que las aplican. Estas tecnologías incluyen inteligencia artificial, secuenciación de ADN, edición de genes, robótica, vehículos eléctricos, almacenamiento de energía, fintech, impresión 3D y tecnología blockchain. También ha invertido en criptomonedas . Además, ARK publica análisis, transacciones y carteras actuales, y también abre sus revisiones de investigación al público. Además de analistas financieros, ARK también emplea a científicos e informáticos, ya que pueden evaluar mejor el impacto de las tecnologías disruptivas.
De 2014 a 2021, ARK Innovation ETF promedió un rendimiento anual de la inversión del 39%, más de tres veces el rendimiento del S&P 500 durante el mismo tiempo. Críticos como Grant's Interest Rate Observe y Jason Zweig instan a la cautela, señalando que los inversores minoristas que persiguen retornos descomunales pueden sentirse decepcionados, ya que los fondos "calientes" y los ETF temáticos generalmente no pueden sostener su desempeño. La firma de investigación de inversiones Morningstar señaló preocupaciones sobre la considerable propiedad de ARK en varias de sus participaciones más pequeñas.

## Fondos
ARK Invest gestiona los siguientes fondos:
| Nombre del fondo                       | Corazón |
| -------------------------------------- | ------- |
| ETF de innovación                      | ARKK    |
| ETF de tecnología autónoma y robótica  | ARKQ    |
| ETF de Internet de próxima generación  | ARKW    |
| ETF de Genomic Revolution              | ARKG    |
| ETF de Innovación Fintech              | ARKF    |
| ETF de exploración espacial            | ARKX    |
| ETF de impresión 3D                    | PRNT    |
| ETF de tecnología innovadora de Israel | IZRL    |
| ETF de Bitcoin                         | ARKB    |